# Gunnar Söderlindh
Erik Gunnar Engelbrekt Söderlindh (* 10. Februar 1896 in Örebro; † 26. Dezember 1969 in Lundby, Göteborg) war ein schwedischer Turner. 
Er gehörte dem schwedischen Team an, das 1920 bei den Olympischen Spielen in Antwerpen die Goldmedaille im Mannschaftsturnen nach dem schwedischen System gewann. In dieser Disziplin zeigten die Turner einer Mannschaft innerhalb einer Stunde Übungen an verschiedenen Geräten und wurden dafür mit einer Gesamtpunktzahl bewertet.  